# Christina Petersen
Christina Petersen (17 de setembro de 1974) é uma ex-futebolista dinamarquesa que atuava como meia.

## Carreira
Christina Petersen representou a Seleção Dinamarquesa de Futebol Feminino, nas Olimpíadas de 1996. 